# Eurodryas tetramelana
Eurodryas tetramelana är en fjärilsart som beskrevs av Cabeau 1931. Eurodryas tetramelana ingår i släktet Eurodryas och familjen praktfjärilar. Inga underarter finns listade i Catalogue of Life.